# Villa Schlenker

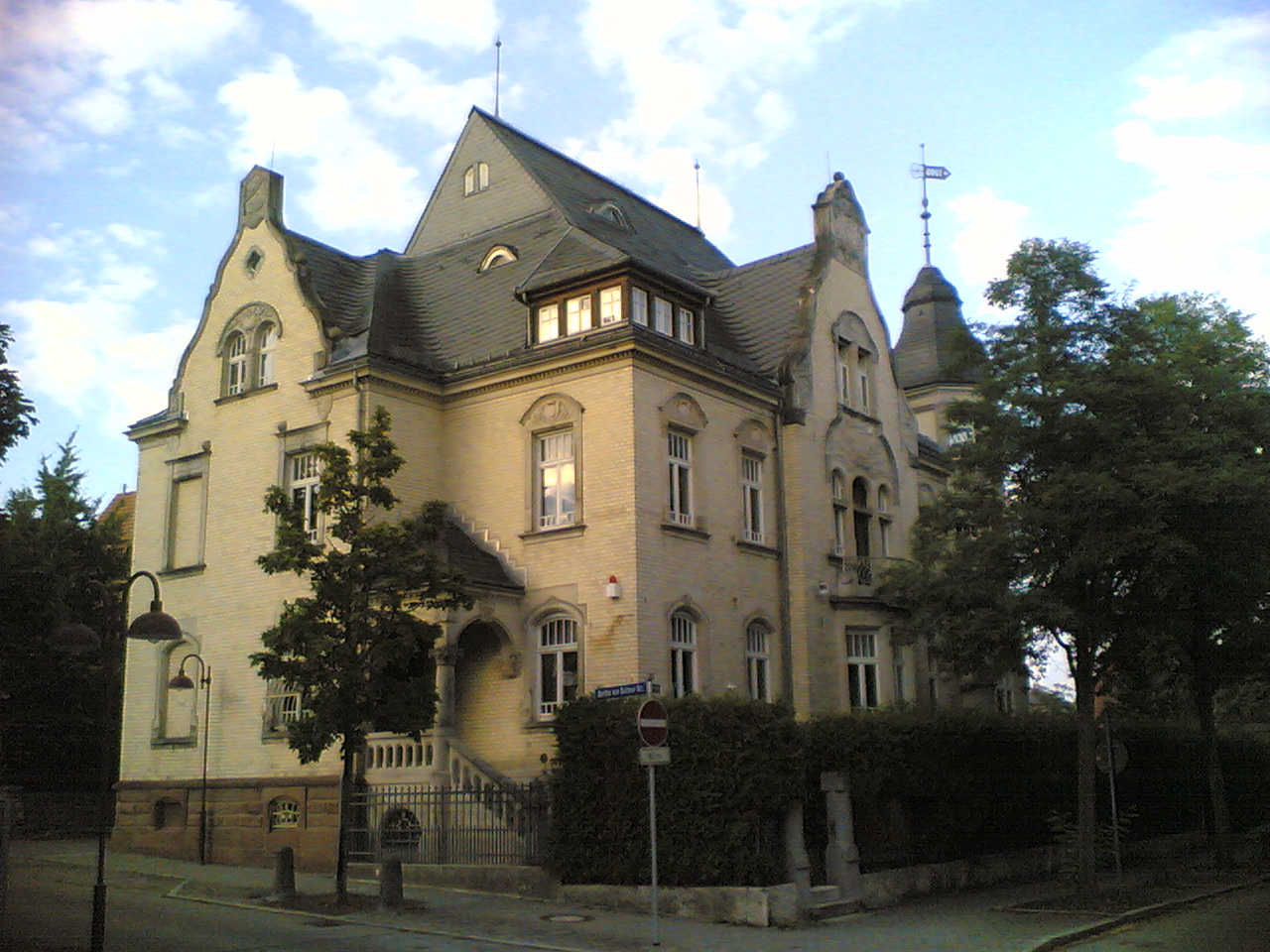
Villa Schlenker

Die Villa Schlenker (auch: Schlenker-Grusen-Villa) ist ein denkmalgeschütztes Gebäude in der Oberdorfstraße 16 in Villingen-Schwenningen.
Sie wurde im Jahre 1905 als das Wohnhaus Jakob Schlenkers, des Firmengründers von ISGUS, in unmittelbarer Nähe zum Fabrikkomplex errichtet. Ernst Bader malte sie aus.
1990 wurde sie zusätzlich in das Denkmalbuch eingetragen. Damit wurde festgestellt, dass sie ein „Kulturdenkmal von besonderer Bedeutung“ ist und sichergestellt, dass sie unter besonderem Schutz steht.
Das Gebäude wurde 1993 mit dem Denkmalschutzpreis Baden-Württemberg ausgezeichnet. Es handelt sich um eine der bedeutendsten Jugendstilvillen in Südwestdeutschland. Die Restaurierung ihrer historischen Fenster unter Ermöglichung von Wärmedämmung wurde „zum Vorbild für viele tausend historische Fenster in Baden-Württemberg“.